# Eduard Pflüger
Eduard Friedrich Wilhelm Pflüger (Hanau, 7 giugno 1829 – Bonn, 16 marzo 1910) è stato un fisiologo tedesco.

## Biografia
Ha studiato medicina presso l'Università di Marburgo e Berlino, conseguendo il dottorato nel 1853. A Berlino ha lavorato come assistente di Emil Du Bois-Reymond (1818-1896). Nel 1859 divenne professore di fisiologia presso l'Università di Bonn, dove rimase per il resto della sua carriera. Tra i suoi allievi dell'Università di Bonn vi erano il fisiologo Nathan Zuntz (1847-1920) e il chimico Hugo Paul Friedrich Schulz (1853-1932).
Pflüger ha dato un contributo in molti aspetti della fisiologia, tra cui la fisiologia embrionale, fisiologia respiratoria, la fisiologia sensoriale e elettrofisiologia. La "legge di Pflüger" (originariamente Pflüger Zuckungsgesetz) è il risultato della sua ricerca sulla stimolazione elettrica correlata alla contrazione muscolare. Nel 1868 ha fondato Archiv für die gesammte Physiologie des Menschen und der Thiere (ora Pflügers Archiv: European Journal of Physiology), una casa editrice che e diventata la più importante della fisiologia in Germania.
Ha condotto ricerche sulla peristalsi intestinale, le funzioni sensoriali del midollo spinale, la fisiologia dell'elettrotono, sul metabolismo delle proteine e la regolazione della temperatura corporea del sistema nervoso. In uno dei suoi studi più importanti, ha dimostrato che la respirazione avviene nel tessuto periferico anziché nel sangue. Si è anche occupato nella ricerca del glicogeno.

## Pubblicazioni principali
- Die sensorischen Functionen des Rückenmarks der wirbelthiere, 1853.
- Experimentalbeitrag zur Theorie der Hemmungsnerven In: Archiv für Anatomie, Physiologie und wissenschaftliche Medicin. 1859, S. 13–29.
- Ueber ein neues Reagens zur Darstellung des Axencylinders, In: Archiv für Anatomie, Physiologie und wissenschaftliche Medicin. 1859, S. 132.
- Ueber die Ursache des Oeffnungstetanus, In: Archiv für Anatomie, Physiologie und wissenschaftliche Medicin. 1859, S. 133–148.
- Ueber die Bewegungen der Ovarien, In: Archiv für Anatomie, Physiologie und wissenschaftliche Medicin. 1859, S. 30–32.
- Uber die Eierstöcke der Säugetiere und des Menschen, 1863.
- Uber die Kohlemsäure des Blute, 1864.
- Bemerkungen zur Physiologie des centralen Nervensystems In: Archiv für die gesammte Physiologie des Menschen und der Thiere. Band 15, 1877, S. 150–152.
- Wesen und Aufgaben der Physiologie, 1878.
- Lehrbuch der Psychiatrie für Aerzte und Studirende, 1883.
- Neurasthenie (Nervenschwäche), ihr Wesen, ihre Bedeutung und Behandlung vom anatomisch-physiologischen Standpunkte für Aerzte und Studirende, 1885.
- Die Quelle der Muskelkraft, 1891.
- Das Glykogen und seine Beziehungen zur Zuckerkrankheit, 1905.